# Khướu Sulawesi
Khướu Sulawesi, tên khoa học Trichastoma celebense, là một loài chim trong họ Pellorneidae. Chúng là loài đặc hữu của Indonesia.